# Ніколаєвська сільська рада (Туймазинський район)
Нікола́євська сільська рада (рос. Николаевский сельский совет) — муніципальне утворення у складі Туймазинського району Башкортостану, Росія. Адміністративний центр — село Ніколаєвка.
Станом на 2002 рік до складу сільради входило також село Серафимовка, яке пізніше було передане до складу Серафимовської сільради.

## Населення
Населення — 2061 особа (2019, 2196 у 2010, 2005 у 2002).

## Склад
До складу поселення входять такі населені пункти:
| Населений пункт            | Населення, осіб (2002) | Населення, осіб (2010) |
| -------------------------- | ---------------------- | ---------------------- |
| Айтактамак, присілок       | 66                     | 76                     |
| Знаменка, присілок         | 3                      | 0                      |
| Кандрикуль, село           | 488                    | 547                    |
| Кандри-Тюмекеєво, присілок | 100                    | 135                    |
| Кендектамак, село          | 442                    | 475                    |
| Константиновка, село       | 165                    | 140                    |
| Мустафино, присілок        | 74                     | 73                     |
| Ніколаєвка, село           | 648                    | 724                    |
| Новосуккулово, присілок    | 13                     | 18                     |
| Ольховка, присілок         | 6                      | 8                      |